# Thunbergia fragrans
Espèce
Classification phylogénétique
Thunbergia fragrans est une espèce de plantes à fleurs de la famille des Acanthaceae. C'est une plante originaire d'Asie, qu'on peut trouver naturalisée ailleurs.